# Народный музей Черкасского института пожарной безопасности имени Героев Чернобыля
Народный музей института, посвящен истории пожарно-спасательной службы Украины, развитию учебного заведения и участию выпускников института в ликвидации последствий аварии на Чернобыльской АЭС
.

## История

### Становление музея Черкасского пожарно-технического училища (1980—1996гг.)
Инициатором создания музея учебного заведения стал начальник Черкасского пожарно-технического училища полковник вн. сл. Стоянович О. Э. В 1979 году было принято решение о создании рабочей группы по подготовке экспозиций будущего музея истории Черкасского пожарно-технического училища. Возглавил группу капитан вн. сл. И. А. Киреев — преподаватель цикла общественных наук. В училище был объявлен смотр-конкурс на лучший экспонат.
2 января 1980 года музей открыл свои двери для первых посетителей.
Музей истории Черкасского пожарно-технического училища стал первым музеем системы пожарно-технических учебных заведений Украины.
В музее была создана группа экскурсоводов из числа курсантов. Одним из первых эту почетную миссию выполнял Владимир Правик — в скором будущем Герой Советского Союза, гордость не только учебного заведения, но и всей пожарной охраны страны. Первым куратором музея стал преподаватель цикла общественных наук капитан вн. сл. И. А. Киреев.

Музей Черкасского пожарно-технического училища МВД СССР

За годы существования музея училища его посетителями стали более 12 тысяч человек.
География городов участников музейных экскурсий охватывает почти весь Советский Союз — Ташкент, Ярославль, Таллин, Минск, Фрунзе, Тюмень, Алма-Ата, Ленинград, Душанбе, Рязань, Вильнюс, Иваново, Чимкент, Пенза, Каунас, Свердловск и т. д.
В октябре 1986 г. музей училища посетила первая международная делегация — спортсмены из города Быдгоща (Польская Народная Республика). Польский город Быдгощ стал побратимом города Черкасс. Между командно-преподавательским составом училища и пожарными Быдгощского воеводства установились крепкие дружеские отношения. В январе 1990 г. во время очередного посещения учебного заведения польские пожарные оставили отзыв в музее училища, где отметили, что поражены высоким уровнем подготовки кадров для пожарной охраны Украины. Подобное впечатление учебное заведение оставило и у представителя пожарного департамента Лос-Анджелеса Артура Бухола в июле 1992 г.
Уважительно благодарю за возможность посетить вашу замечательную пожарную академию. Любая нация в мире гордилась бы возможностью иметь такое прекрасное учебное заведение. В будущем я надеюсь, что противоречия между нашими нациями исчезнут, и мы будем жить в мире и взаимопонимании. Я не могу себе представить лучшее место для начала товарищеских отношений между пожарными братствами наших двух прекрасных наций.Представитель пожарного департамента Лос-Анджелеса Артур Бухол.
Среди почетных гостей музея были: первый заместитель Министра внутренних дел УССР генерал-лейтенант милиции И. М. Каторгин; заместитель Министра внутренних дел УССР генерал-майор милиции В. М. Снежинский; Народный артист СССР Е. П. Леонов; летчик-космонавт СССР дважды Герой Советского Союза, Герой Чехословацкой социалистической республики Г. М. Гречко; Народная артистка Украины Р. А. Кириченко; первый советский комендант Рейхстага Герой Советского Союза полковник в отставке Ф. М. Зинченко; летчик-космонавт СССР генерал-майор ВВС Герой Советского Союза Ю. Н. Глазков, олимпийский чемпион, рекордсмен Мира и Европы В. А. Власов и т. д.
Частым гостем музея был и начальник УПО МВД УССР генерал-майор вн. сл. Ф. Н. Десятников. В одном из отзывов о своем пребывании в учебном заведении Филипп Николаевич отмечал: «С каждым посещением училища заметно ощущается укрепление материально-технической базы — основы практического обучения молодых специалистов. Отрадно видеть, что за короткий срок своего существования училище уверенно шагнуло в ряды старейших пожарно-технических училищ страны и готовит высококвалифицированных специалистов для пожарной охраны».

### Развитие музея Черкасского института пожарной безопасности имени Героев Чернобыля (1997—2015 гг.)
9 июня 1997 г. постановлением Кабинета Министров Украины № 550 на базе училища был создан Черкасский институт пожарной безопасности с именем Героев Чернобыля. Учебное заведение в новом статусе готовилось к встрече своего 25-летнего юбилея. По инициативе ректора института полковника вн. сл. Н. Г. Шкарабуры было принято решение о создании нового музея истории Черкасского института пожарной безопасности имени Героев Чернобыля.

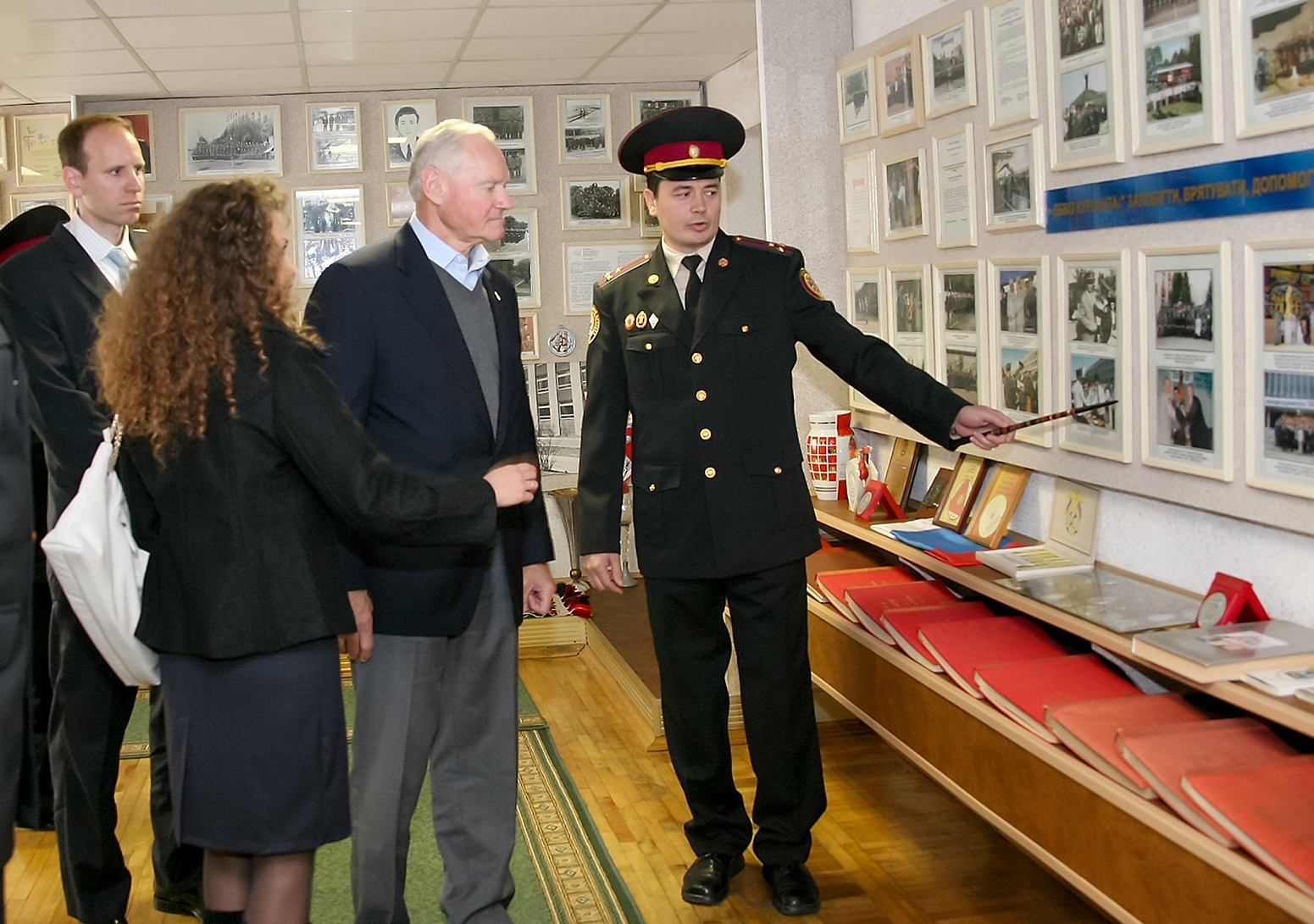
Гость музея — Хауэрд Сефер, бывший 24-й комиссар по пожарной безопасности и 39-й комиссар полиции города Нью-Йорка (4 октября 2011 г.)

Празднование 25-летнего юбилея института состоялось 19 июня 1998 года. Оно совпало с двумя значительными событиями в жизни вуза: открытием музея института и последним выпуском курсантов, обучавшихся по трехлетней программе.
На открытии музея присутствовало более 40 делегаций от Министерства внутренних дел Украины, Главного управления и областных управлений ГПО МВД Украины, учебных заведений МВД Украины и других организаций.
Почётными гостями музея стали Герой Советского Союза генерал-майор вн. сл. запаса Л. Телятников, генералы: В. Мельник, Б. Хижняк, В. Попков, Г. Третьяков, председатель Совета ветеранов института полковник вн. сл. в отставке О. Стоянович, многочисленные ветераны ГПО и учебного заведения.
Учитывая надлежащую материальную базу, экспонатный фонд, музею института, согласно постановлению коллегии управления культуры Черкасской облгосадминистрации, в ноябре 1998 г. было присвоено почетное звание «Народный музей».
За период с основания до 2021 года посетителями музея ЧИПБ стали около 24 тысяч человек.

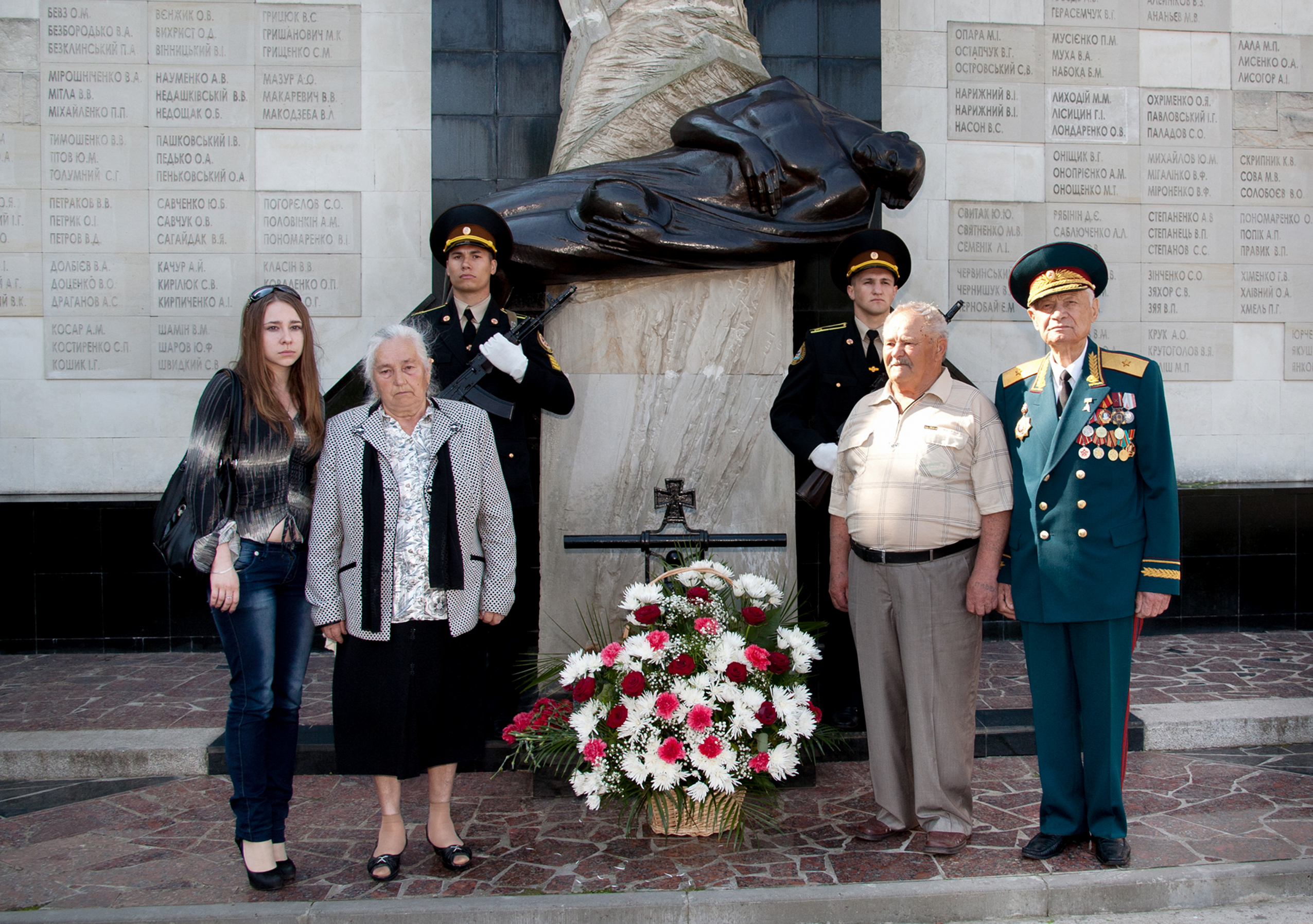
Родители и дочь Героя Советского Союза Владимира Правика у музея ЧИПБ им. Героев Чернобыля

### Создание новой концепции музея
В 2015 г. и. о. начальника учебного заведения А. М. Тищенко предложил новую концепцию экспозиций музея. Не случайно было выбрано и место для нового музея учебного заведения — возле монумента Героям Чернобыля, созданного по проекту народного художника Украины, член-корреспондента Национальной академии искусств Украины Николая Билыка. После завершения строительных работ монумент чернобыльцам и музей института стали представлять единый музейный комплекс. В настоящее время у народного музея ЧИПБ имени Героев Чернобыля есть отдельное здание.
Обновленный Народный музей института был открыт 26 апреля 2016 года к 30-й годовщине Чернобыльской катастрофы.

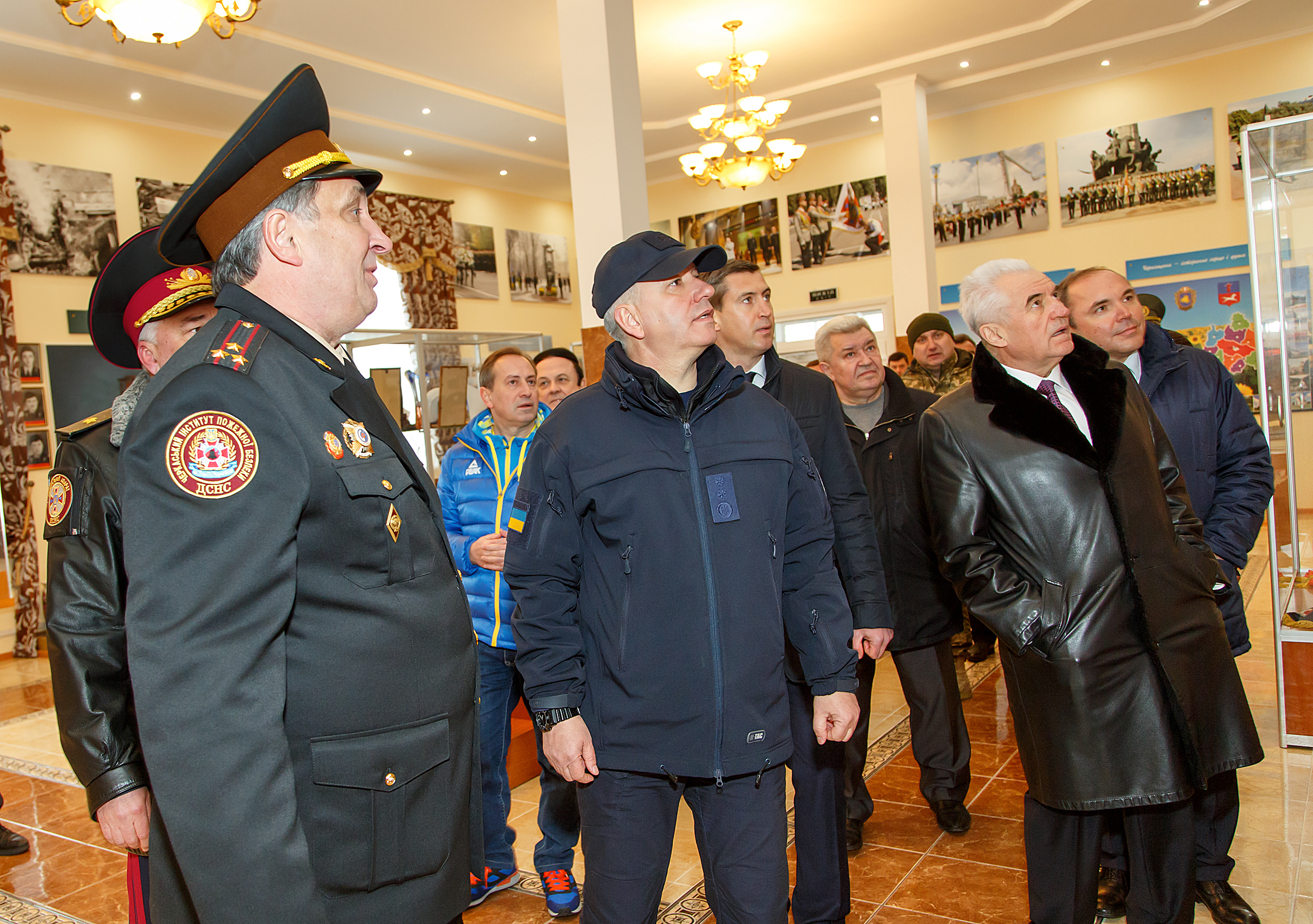
Председатель ГСЧС Украины Николай Чечеткин, Глава Черкасской ОГА Юрий Ткаченко и президент Федерации пожарно-прикладного спорта Украины генерал-полковник вн. сл. Григорий Рева с почетными гостями во время посещения музея

На мероприятии присутствовали: лидер общественного движения «Родная страна», общественно-политический деятель Николай Томенко, первый заместитель председателя Черкасского областного совета Валентин Тарасенко, заместитель городского головы Игорь Коломоец, начальник Управления ГСЧС Украины в Черкасской области генерал-майор службы гражданской защиты Виктор Гвоздь, председатель Всеукраинской Ассоциации ветеранов войны и службы гражданской защиты Виктор Доманский, начальник Управления персонала ГУ ГСЧС Украины в Киеве Станислав Тараненко, заместитель учебного центра подготовки младших специалистов Государственной пограничной службы Украины им. Игоря Момота полковник Валентин Сухомлин, представители общественных организаций, участники ликвидации аварии на ЧАЭС и её последствий, ветераны учебного заведения. Настоятель православного храма института в честь иконы Божией Матери «Неопалимая Купина» протоиерей Вячеслав провел церемонию освящения.
За весомый вклад в подготовку пожарных — участников ликвидации аварии на Чернобыльской АЭС и открытия обновленного Народного музея коллектив Черкасского института пожарной безопасности имени Героев Чернобыля получил памятный знак «Ликвидатору аварии на ЧАЭС» от Управления ГСЧС Украины в Черкасской области. Также ликвидаторы аварии на ЧАЭС получили награды и почетные грамоты от Всеукраинской ассоциации ветеранов войны и службы гражданской защиты.

## Экспозиция
На сегодняшний день основной фонд музея включает 14 экспозиций, оформленных по хронологически-тематическому принципу:
- - Черкасщина — историческое сердце и душа Украины
  - История пожарной охраны Украины (от зарождения до 1917 г.)
  - История пожарной охраны Украины (20 — 80 гг. ХХ ст.)
  - Черкасское пожарно-техническое училище (1973—1981 гг.)
  - Черкасское пожарно-техническое училище (1981—1995 гг.)
  - Черкасский институт пожарной безопасности имени Героев Чернобыля (1996—2003 гг.)
  - Черкасский институт пожарной безопасности имени Героев Чернобыля (2004—2007 гг.)
  - Академия пожарной безопасности имени Героев Чернобыля
  - Черкасский институт пожарной безопасности имени Героев Чернобыля НУЦЗУ (2014—2019 гг.)
  - В основе профессионализма — практическое обучение
  - Продвижение в будущее к новым вершинам
  - Научная, учебная и международная деятельность
  - Они ушли в бессмертие
  - Освободительное движение в Украине

В собрание музея вошли: уникальные фото, картины, технические модели, пожарно-техническое оборудование спасателей прошлых времен (среди экспонатов брандспойт 1910 г.), исторические экспонаты становления и развития учебного заведения. В коллекции музея представлены материалы и документы о Чернобыльской катастрофе, подарки от выпускников, ветеранов, ликвидаторов аварии на ЧАЭС.
Гордостью музея являются личные вещи Героев Советского Союза выпускников учебного заведения Владимира Правика и Виктора Кибенка.
Представлены также личные вещи Героя Советского Союза Леонида Петровича Телятникова и ликвидаторов аварии в июне 1986 г. из числа участников Черкасского сводного отряда противопожарной службы гражданской обороны.